# Карпелан, Бу
Бу Карпелан (швед. Bo Carpelan, 25 октября 1926 года, Хельсинки — 11 февраля 2011 года, Эспоо) — финский шведоязычный поэт, писатель и переводчик.
Начинал свою литературную деятельность как поэт, позже стал также писать прозу. Автор большого числа опубликованных поэтических сборников, книг прозы, пьес, книг для детей и юношества. Был одним из наиболее известных писателей Финляндии, пишущих на шведском языке; многие его произведения были переведены на разные языки мира.

## Биография
Бу Карпелан происходил из баронского рода Карпеланов.
В 1944−1948 годах был студентом, в 1956 году стал лиценциатом философии, в 1960 году — доктором философии.
Его первой публикацией стало стихотворение Som en dunkel värme (1946). В 1950-е и 1960-е годы было опубликовано несколько сборников его стихотворений, а также книг для детей и юношества. В 1973 году вышел его первый роман — Rösterna i den sena timmen.
Карпелан занимал должность литературного критика в газете Hufvudstadsbladet (1949−1964), а затем работал заместителем директора Хельсинкской городской библиотеки (1964−1980).
Карпелан занимался также переводами на шведский язык современных финских авторов — таких, как Пааво Хаавикко, Хелена Анхава и Антти Хюрю.
Жил в Эспоо. Помимо литературы, он занимался также музыкой и живописью.
Бу Карпелан скончался 11 февраля 2011 года на 85-м году жизни.

## Премии и награды
Бу Карпелан — лауреат премии «Финляндия», высшей литературной премии Финляндии; он стал первым писателем, который получил эту премию дважды (1993, за произведение Urwind, и 2005, за произведение Berg).
Четыре раза Карпелан был удостоен государственной премии Финляндии в области литературы (1969, 1972, 1987, 1989).
Лауреат Литературной премии Северного Совета (1977).
В 2006 году Карпелан стал лауреатом французской премии Prix Européen de Littérature, которая ежегодно присуждается европейским писателям, чьё творчество содействует взаимопониманию европейских культур.
Бу Карпелан — лауреат также нескольких других финских и шведских литературных премий.

## Произведения

### Поэзия и проза
- Som en dunkel värme 1946
- Du mörka överlevande 1947
- Variationer 1950
- Minus sju 1951
- Objekt för ord 1954
- Landskapets förvandlingar 1957
- Den svala dagen 1961
- 73 dikter 1966
- Gården 1969
- Rösterna i den sena timmen 1971
- Källan 1973
- Din gestalt bakom dörren 1975
- I de mörka rummen, i de ljusa 1976
- Vandrande skugga: en småstadsberättelse 1977
- Jag minns att jag drömde 1979
- Dikter från 30 år 1980
- Dagen vänder 1983
- Marginalia till grekisk och romersk diktning 1984
- Armbandsuret 1986
- Axel 1986
- Det sjungande trädet 1988 (либретто для оперы)
- År som löv 1989
- Urwind 1993
- I det sedda 1995
- Novembercredo. Dikter i urval 1946—1996 1996
- Benjamins bok 1997
- Namnet på tavlan Klee målade: prosadikter 1999
- Ögonblickets tusen årstider 2001
- Diktamina 2003
- Berg:en roman 2005
- Staden: dikter och bilder från Helsingfors 2006
- Nya dikter 2007
- Barndom 2008
- Gramina 2010

### Книги для детей и юношества
- Anders på ön 1959
- Anders i stan 1962
- Bågen:berättelsen om en sommar som var annorlunda 1968
- Paradiset: berättelsen om Marvins och Johans vänskap 1973
- Julius Blom — Ett huvud för sig 1982
- Marvins bok 1990
- Måla himlen. Vers för små och stora 1988